# The Jerry Springer Show
The Jerry Springer Show (også kendt som Jerry Springer) er en amerikansk talkshow med manuskript, der blev sendt fra 30. september 1991 til 26. juli 2018. Det blev produceret af Jerry Springer, som også var vært på samfulde 27 sæsoner og næsten 5000 episoder.
Programmet havde dårlige seerstal i de første sæsoner, som følge af dets fokus på mere politiske problemer. Dette ledte til en ændring i strukturen, og fra midten af 1990'erne havde det fundet sin faste form, der holdt ved i resten af programmets levetid, som var fyldt med kontroversielle emner (som incest og utroskab), bandeord, fysiske slåskampe og sparsomt klædte gæster.
Programmet havde premiere 30. september 1991. Det blev filmet i Chicago fra 1991-2009 og i Stamford, Connecticut fra 2009-2018. Den 13. juni 2018 stoppede NBCUniversal produktionen af nye episoder efter 27 sæsoner. Showets sidste scene blev filmet den 6. juli 2018, og sidste episode blev sendt den 26. juli 2018, men det er siden blev genudsendt på The CW. The CW har fortsat rettighederne til at producere nye episoder. Efter programmet blev stoppet blev det annonceret at Springer skulle have et nyt retssals-show kaldet Judge Jerry, der havde premiere 9. september 2019, og som også blev distribueret af NBCUniversal.
Showet har hovedsageligt fået negativ kritik, og i 2002 kaldte TV Guide programmet for det værste Tv-show nogensinde.